# Zebegény
Zebegény é um município da Hungria, situado no condado de Peste. Tem 9,63 km² de área e sua população em 2015 foi estimada em 1.227 habitantes.